# Jay Berger
Jay Berger (Fort Dix, 26 novembre 1966) è un allenatore di tennis ed ex tennista statunitense.
Nel corso della sua carriera nell'ATP Tour ha vinto 3 tornei nel singolo ed uno nel doppio, ottenendo il proprio best ranking (7º al mondo) il 16 aprile 1990.

## Biografia
Divenuto tennista professionista nel 1985 ottenne il suo primo titolo nell'ATP Tour nel 1986 a Buenos Aires. Nel 1988 ottenne sia il titolo di singolo che di doppio al torneo di San Paolo. Da ricordare soprattutto le sue vittorie nel 1989 su Boris Becker a Indian Wells (6-1, 6-1), su Mats Wilander a Roma (6-3, 6-4) e su Stefan Edberg a Indianapolis (6-4, 6-2). Vinse il suo ultimo torneo ATP di singolo a Charleston. Si ritirò dal tennis professionistico nel 1991 a causa di problemi al ginocchio destro. Successivamente intraprese la carriera di allenatore.

## Vita privata
Ha quattro figli, uno dei quali è il golfista professionista Daniel Berger.

## Statistiche

### Singolare

#### Vittorie (3)
| Legenda                |
| Grande Slam (0)        |
| Tennis Masters Cup (0) |
| ATP Masters Series (0) |
| ATP Tour (3)           |

| No. | Data              | Torneo                                          | Superficie  | Avversario in finale | Punteggio |
| 1.  | 16 novembre, 1986 | ATP Buenos Aires, Buenos Aires                  | Terra rossa | Franco Davín         | 6-3 6-3   |
| 2.  | 6 novembre, 1988  | ATP San Paolo, San Paolo                        | Cemento     | Horacio de la Peña   | 6-4 6-4   |
| 3.  | 14 maggio, 1989   | U.S. Men's Clay Court Championships, Charleston | Terra rossa | Lawson Duncan        | 6-4 6-3   |

#### Sconfitte in finale (4)
| No. | Data              | Torneo                         | Superficie  | Avversario in finale   | Punteggio   |
| 1.  | 22 novembre, 1987 | ATP Buenos Aires, Buenos Aires | Terra rossa | Guillermo Pérez Roldán | 2-3 RET     |
| 2.  | 13 agosto, 1989   | Indianapolis, USA              | Cemento     | John McEnroe           | 4-6 6-4 4-6 |
| 3.  | 25 novembre, 1989 | ATP Itaparica, Itaparica       | Cemento     | Martín Jaite           | 4-6 4-6     |
| 4.  | 29 luglio, 1990   | Canada Masters, Toronto        | Cemento     | Michael Chang          | 6-4 3-6 6-7 |

### Doppio

#### Vittorie (1)
| No. | Data             | Torneo                            | Superficie | Compagno           | Avversari in finale          | Punteggio   |
| 1.  | 6 novembre, 1988 | ATP San Paolo, San Paolo, Brasile | Cemento    | Horacio de la Peña | Ricardo Acuña Javier Sánchez | 5-7 6-4 6-3 |

#### Sconfitte in finale (1)
| No. | Data              | Torneo                                    | Superficie  | Compagno           | Avversari in finale          | Punteggio |
| 1.  | 22 novembre, 1987 | ATP Buenos Aires, Buenos Aires, Argentina | Terra rossa | Horacio de la Peña | Tomás Carbonell Sergio Casal | RET       |